# Synnada (Mauretánie)
Diecéze Synnada v Mauretánii (lat. Dioecesis Sinnadensis in Mauretania, také Sinnada) je římskokatolická titulární diecéze, původně zřízená jako sídelní před rokem 484 ve městě Caesarea v někdejší římské provincii Mauretania Caesariensis. Biskupským městem byla Kenada v Alžírsku. V raně křesťanském období se jednalo o sídelní biskupství až do 7. století. Od roku 1933 je užíváno jako titulární. Od roku 2004 je titulárním biskupem Mons. James Kazuo Kōda.

## Historie
Biskupský stolec byl v Synnadě založen v raně křesťanských dobách asi po roce 300. Jednalo se o sufragánní diecézi Caesareje v Mauretánii. Jediný písemně doložený sídelní biskup synnadský je Gaio, který se zúčastnil synody v Kartágu v roce 484. O dalších ordinářích nejsou dochované písemné záznamy. Biskupský stolec byl zrušen vlivem postupné islamizace regionu v průběhu 7. století.
Jako titulární biskupství byl caesarejský stolec obnoven v roce 1933, avšak až do roku 1966 byl vakantní.

## Seznam synnadských biskupů

### Sídelní
- Gaio (okolo r. 484)

### Titulární
- Marcel-Marie Dubois, arcibiskup pro hac vice (1966 - 1967)
- Wilson Laus Schmidt (1968 - 1971)
- Antônio Soares Costa (1971 - 1993)
- James Kazuo Kōda (2004 - úřadující)

## Galerie

Provincie Mauretania Caesariensis na mapě římské říše
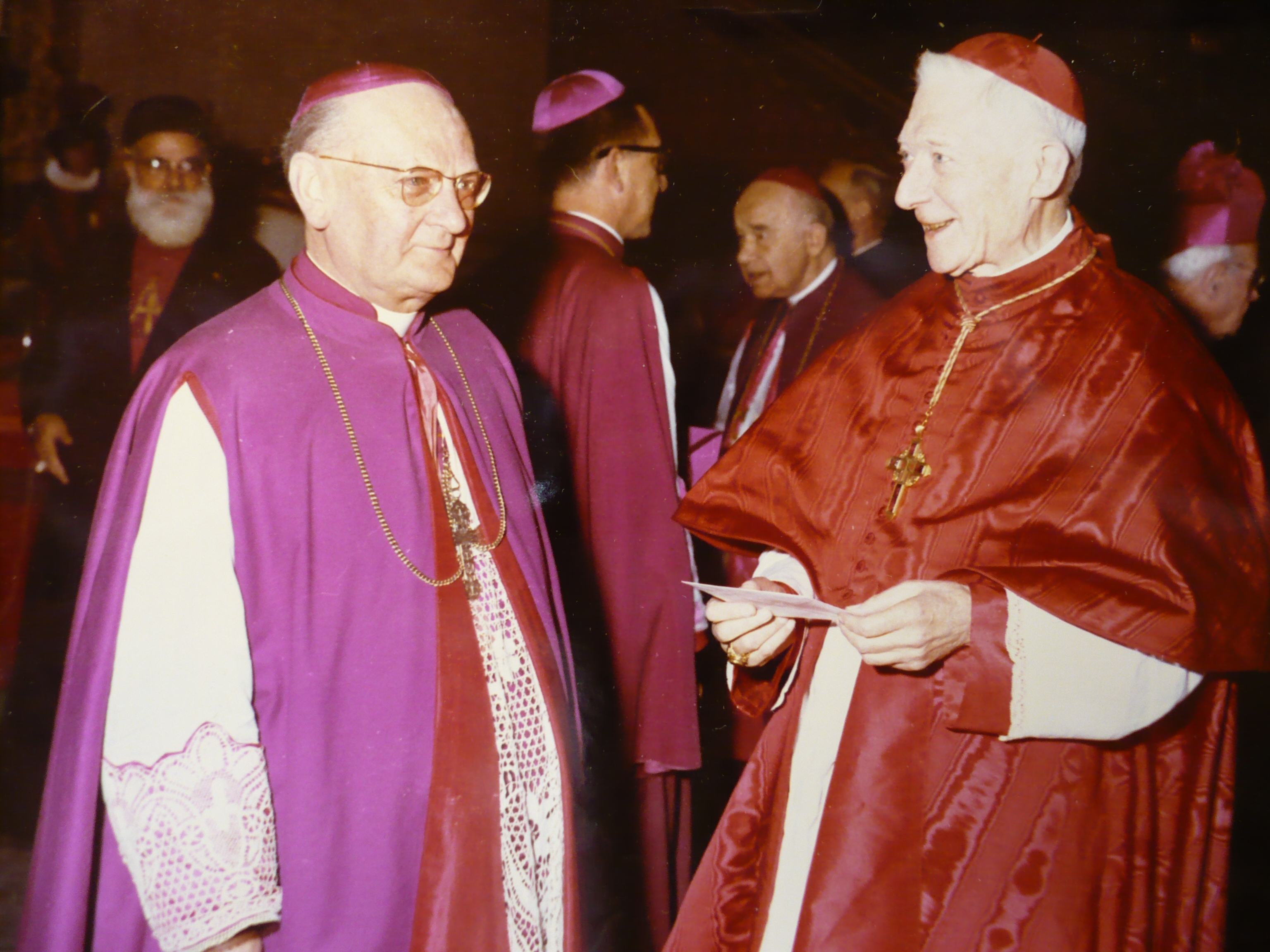
Arcibiskup Dubois (vlevo) a kardinál Liénart během druhého vatikánského koncilu
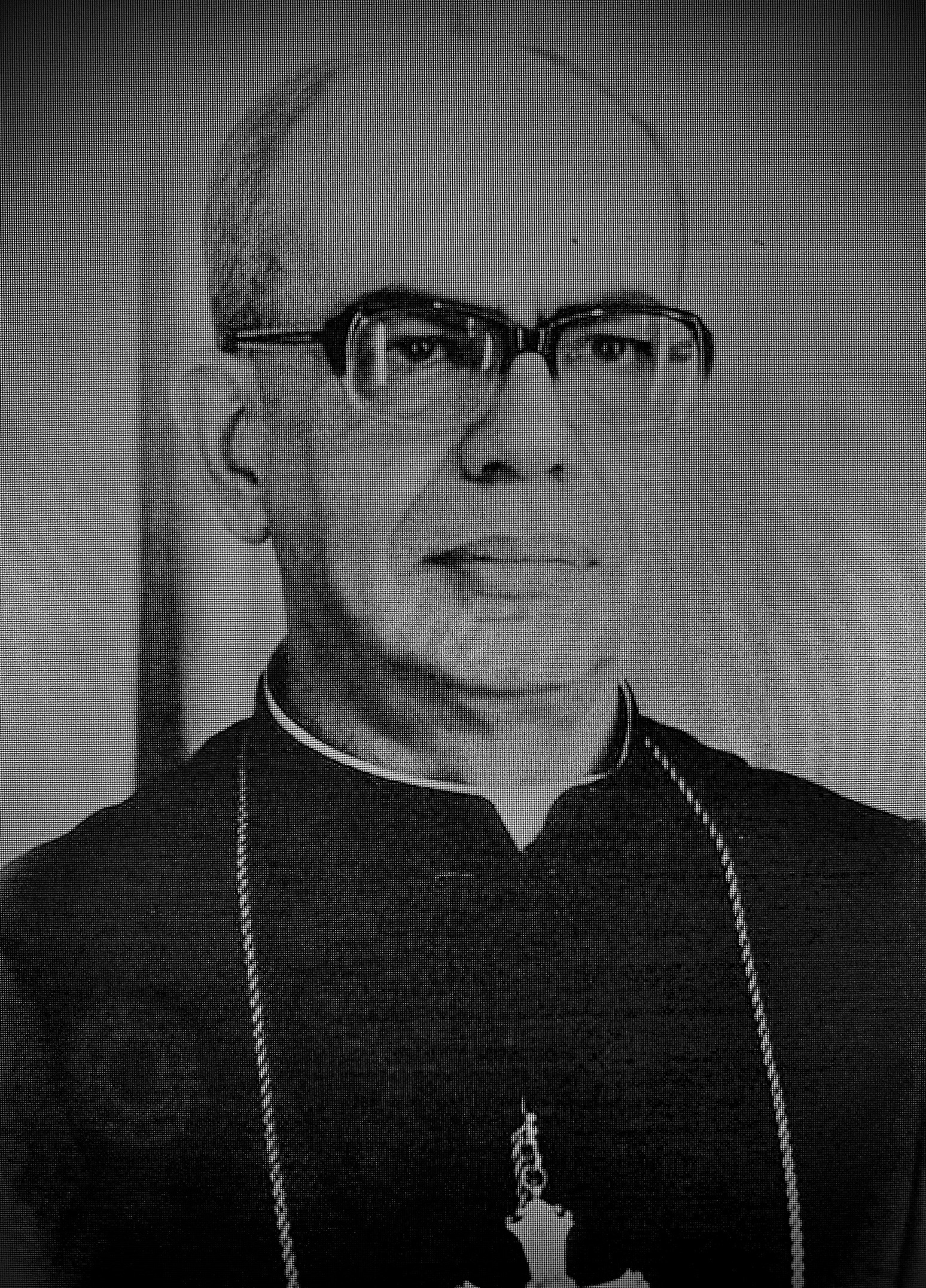
Mons. Wilson Laus Schmidt